# Pseudotribrachia
Pseudotribrachia es un género de foraminífero bentónico de la subfamilia Frondiculariinae, de la familia Nodosariidae, de la superfamilia Nodosarioidea, del suborden Lagenina y del orden Lagenida. Su especie-tipo es Pseudotribrachia albiensis. Su rango cronoestratigráfico abarca el Albiense (Cretácico inferior).

## Clasificación
Pseudotribrachia incluye a la siguiente especie:
- Pseudotribrachia albiensis †